# Sense tu
«Sense tu» (Traducción al español: Sin ti) fue la canción andorrana en el Festival de la Canción de Eurovisión 2006. Interpretada en catalán por Jenny, la canción tuvo que calificar desde la semifinal debido a que Andorra no quedó en el top 10 de la edición de 2005.
La canción fue interpretada en la posición 4 de la noche (después de Anžej Dežan de Eslovenia con "Mr. Nobody" y antes de Polina Smolova de Bielorrusia con "Múm"). Al cierre de la votación, la canción había recibido solo 8 puntos (de la vecina España) y terminó en 23.º - último - lugar, por tanto Andorra tendría que calificar desde la semifinal en su siguiente aparición en el Festival.
La canción es una balada dramática, con la cantante describiéndose como "al final del camino" sin su amor. De hecho canta que no tiene razón para vivir sin él.
La interpretación fue algo criticada por fanáticos y comentaristas, dado que Jenny estaba rodeada por un número de bailarinas usando lencería blanca y Jenny en algo que parecía un vestido negro de noche.
La canción ha sido interpretada también por Anabel Conde, quien ya participó en el festival por España en el año 1995.
Fue seguida como representante andorrana en el 2007 por Anonymous con "Salvem el món".
| Predecesor: "La mirada interior" Marian van de Wal | Andorra en el Festival de Eurovisión 2006 | Sucesor: "Salvem el món" Anonymous |

- Datos: Q3314249